# Белокрылов, Пётр Иванович
Пётр Ива́нович Белокры́лов (11 июня 1924, Ковылкино — 12 мая 1967) — командир расчёта противотанкового орудия 410-го отдельного истребительно-противотанкового дивизиона, младший сержант — на момент представления к награждению орденом Славы 1-й степени.

## Биография
Родился 11 июня 1924 года в посёлке Ковылкино. Жил в городе Горьком. В 1941 году окончил школу фабрично-заводского обучения. Работал электросварщиком на заводе «Красное Сормово».
В 1943 году был призван в Красную Армию. В запасном полку получил специальность наводчика орудия. В действующей армии с октября 1943 года. Участвовал в прорыве блокады Ленинграда. Отличился в боях под Нарвой, был ранен. После госпиталя вернулся на фронт. До конца войны сражался в составе 410-го отдельного истребительно-противотанкового дивизиона 120-й стрелковой дивизии, наводчиком, затем командиром орудия. Член ВКП/КПСС с 1944 года.
24-25 июля 1944 года в боях на нарвском плацдарме во время артподготовки ефрейтор Белокрылов вместе с расчётом прямой наводкой поразил 3 огневые точки, дзот и сделал проход в проволочные заграждении. Оставшись один у орудия, отбил вражескую контратаку. Приказом от 4 августа 1944 года ефрейтор Белокрылов Пётр Иванович награждён орденом Славы 3-й степени.
24 января 1945 года в боях на левом берегу реки Одер за населённый пункт Гутгесдорф ефрейтор, находясь в боёв, порядках пехоты, из орудия уничтожил 4 огневые точки и истребил до 15 солдат и офицеров противника. 24 января с открытой огневой позиции вместе с расчётом отразил несколько контратак врага. Приказом от 5 февраля 1945 года ефрейтор Белокрылов Пётр Иванович награждён орденом Славы 2-й степени.
5 февраля 1945 года юго-западнее населённого пункта Гротткау расчёт младшего сержанта Белокрылова подавил 3 пулемёта и поразил свыше 15 вражеских солдат. Получив ранение, продолжал командовать расчётом. Указом Президиума Верховного Совета СССР от 10 апреля 1945 года за мужество, отвагу и бесстрашие, проявленные в боях с вражескими захватчиками младший сержант Белокрылов Пётр Иванович награждён орденом Славы 1-й степени. Стал полным кавалером ордена Славы.
В 1946 году был демобилизован. Работал электросварщиком на хуторе Тельман в Гулькевичском районе Краснодарского края. С 1953 года жил в городе Кстово Горьковской области. Трудился электросварщиком в стройтресте, затем на автозаводе. Скончался 12 мая 1967 года. Похоронен на кладбище города Кстово. Награждён орденами Славы 3-х степеней, медалями.